# الرياض (الوضيع)

تعديل مصدري - تعديل

الرياض هي إحدى قرى عزلة  الوضيع بمديرية الوضيع التابعة لمحافظة أبين، بلغ تعداد سكانها 142 نسمة حسب تعداد اليمن لعام 2004.